# Michel Ferreira do Nascimento
Michel Ferreira do Nascimento (San Paolo, 9 dicembre 1978) è un ex cestista brasiliano.

## Carriera
Con il Brasile ha disputato i Campionati americani del 1999.